# جارد ولز
جارد ولز (بالإنجليزية: Jared Wells)‏ هو لاعب كرة قاعدة أمريكي، ولد في 31 أكتوبر 1981 في فريبورت في الولايات المتحدة.

## وصلات خارجية
- جارد ولز على موقع دوري كرة القاعدة الرئيسي (الإنجليزية)
- جارد ولز على موقعبيزبول رفرنس.كوم (الدوري الرئيسي) (الإنجليزية)
- جارد ولز على موقعبيزبول رفرنس.كوم (الدوري الثانوي) (الإنجليزية)
- جارد ولز على موقع إي إس بي إن.كوم (أم.أل.بي) (الإنجليزية)
- جارد ولز على موقع مشجعي الرسوم البيانية (الإنجليزية)